# Kannauj
Kannauj (antiguamente, Cannodge), es una ciudad de la India, sede administrativa y junta municipal o  Nagar Palika Parishad en el distrito de Kannauj del estado de Uttar Pradesh. El nombre de la ciudad es una forma moderna del nombre clásico Kanyakubja. También se la conoció como Mahodaya durante la época del emperador gurjara-pratihara Mihira Bhoja, alrededor del siglo IX.
Kannauj es una ciudad antigua. Se dice que la comunidad Kanyakubja Brahmin de los cuales Shandilya (de quien fue discípulo Rishi Bharadwaj) se considera que formó una de las tres familias prominentes originarias de Kannauj. Durante la India clásica, sirvió como centro de poder de varias dinastías imperiales indias. La primera vez fue bajo la dinastía Maukhari, y más tarde, fue capital del emperador Harsha de la dinastía Vardhana. Entre los siglos VII y XI, Kannauj se convirtió en el centro de una lucha tripartita, que duró más de dos siglos entre el Imperio Pala, el Imperio rashtrakuta y el Imperio Gurjara-Pratihara. La ciudad más tarde quedó bajo el gobierno de la dinastía Gahadavala, bajo el gobierno de Govindachandra, la ciudad alcanzó «una gloria sin precedentes». Sin embargo, la «gloria de Imperial Kannauj» terminó con las conquistas del sultanato de Delhi.
Kannauj, famosa por la destilación de aromas, es conocida como la «capital de los perfumes de India» y es famosa por su tradicional Kannauj Perfume, una entidad protegida por el gobierno. Kannauj tiene más de 200 destilerías de perfumes y es un centro de mercado para el tabaco, Ittar (perfume) y agua de rosas. Ha dado su nombre a un dialecto distinto del indostánico conocido como kanauji, que tiene dos códigos o registros diferentes.

## Historia

### Historia temprana

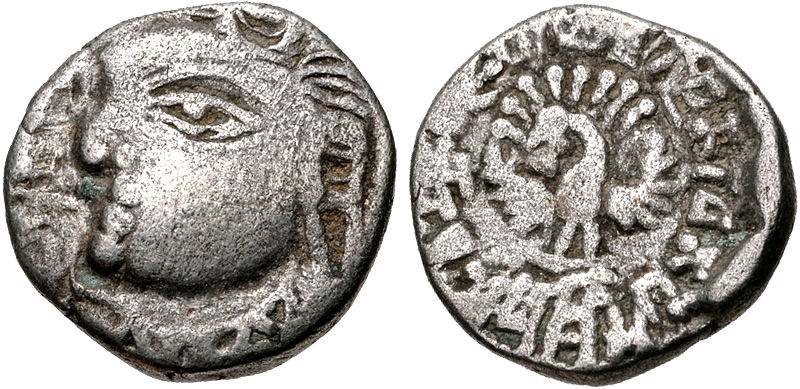
Moneda de los Maukharis de Kannauj bajo el maharaja Isanavarman, ca. 535-553

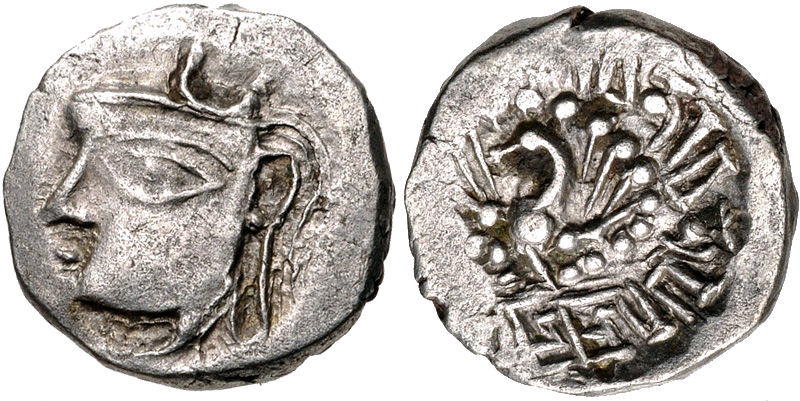
Moneda del emperador Harsha de la dinastía Vardhana, ca. 606-647.

Los descubrimientos arqueológicos muestran que Kannauj estaba habitada por las culturas de la cerámica gris pintada (ca. 1200-600 a. C.) y de la cerámica negra pulida norteña, (ca. 700-200 a. C.). Bajo el nombre de Kanyakubja, se menciona como una ciudad bien conocida en algunas epopeyas hindúes, como en el Mahabharata y el Ramayana, y también es recogida por el gramático Patanjali (ca. 150 a. C.). La temprana literatura budista menciona a Kannauj como Kannakujja, y se refiere a su ubicación en la ruta comercial desde Mathura a Varanasi y Rajgir.
Kannauj pudo haber sido conocida por la civilización grecorromana con el nombre de Kanagora o Kanogiza, que aparece en la Geography de Claudio Ptolomeo (ca. 140), pero esta identificación no está confirmada. También fue visitada por los viajeros budistas chinos Faxian y Xuanzang en los siglos V y VII, respectivamente.
Kannauj formó parte del Imperio Gupta. Durante el declive del Imperio Gupta en el siglo VI, la dinastía Maukhari de Kannauj —que había servido como gobernante vasallo bajo los Guptas—, aprovechó el debilitamiento de la autoridad central, se separó y estableció el control sobre grandes áreas del norte de la India.
Bajo los maukharis, Kannauj continuó creciendo en importancia y prosperidad. Se convirtió en la ciudad más grande del norte de la India bajo el emperador Harsha (r. 606-647) de la dinastía Vardhana, que la conquistó y la convirtió en su capital. El peregrino chino Xuanzang visitó la India durante el reinado de Harsha y describió Kannauj como una ciudad grande y próspera con muchos monasterios budistas. Harsha murió sin heredero, lo que resultó en un vacío de poder hasta que el maharaja Yashovarman tomó el poder como  gobernante de Kannauj.

### El triángulo de Kannauj

La ciudad de Kanauj fue el punto focal de tres imperios: los rashtrakutas del Decán, los gurjaras-pratiharas de la región de Malwa y los palas de Bengala.

Kannauj se convirtió en un punto focal para tres poderosas dinastías, a saber, los gurjaras-pratiharas, los palas y los rashtrakutas, entre los siglos VIII y X. El conflicto entre las tres dinastías ha sido referido como la lucha tripartita (Tripartite struggle) por muchos historiadores.
Hubo luchas iniciales, pero finalmente los gurjaras-pratiharas lograron retener la ciudad. Los gurjaras-pratiharas gobernaban Avanti (con sede en Ujjain), que estaba limitada al sur por el Imperio rashtrakuta y al este por el Imperio pala. La lucha tripartita comenzó con la derrota de Indrayudh a manos del gobernante gurjara-pratihara Vatsaraja. El gobernante pala Dharampala también estaba dispuesto a establecer su autoridad en Kannauj, dando lugar a una lucha entre Vatsaraja y Dharampala. Sin embargo, Dharampala fue derrotado. Aprovechándose del caos, el gobernante rastrakuta Dhruva surgió hacia el norte, derrotó a Vatsaraja y tomó Kannauj para sí mismo, completando la expansión más al norte de un gobernante del sur de India.
Cuando el gobernante rashtrakuta avanzó de regreso al sur, Dharampala se quedó con el control de Kannauj durante algún tiempo. La lucha entre las dos dinastías norteñas continuó: el pala Chakrayudh fue derrotado por el pratihara Nagabhata II, y Kannauj fue nuevamente ocupada por los gurjaras-pratiharas. Dharampala intentó tomar el control de Kannauj, pero fue derrotado gravemente en Moongher por los gurjaras-pratiharas. Sin embargo, Nagabhata II fue a su vez derrotado por el rashtrakuta Govinda III, quien había iniciado una segunda oleada hacia el norte. Una inscripción indica que Chakrayudh y Dharampala invitaron a Govinda III a la guerra contra los gurjaras-pratiharas, pero Dharampala y Chakrayudh se presentaron a Govinda III para ganarse su simpatía. Después de esta derrota, el poder de los pratiharas degeneró durante algún tiempo. Después de la muerte de Dharampala, Nagabhata II recuperó el poder sobre Kannuaj y la convirtió en la capital del Imperio Gurjara-Pratihara. Durante ese período, los rashtrakutas enfrentaron algunos conflictos internos, por lo que ellos, al igual que los palas, no disputaron por su control. Así, Gurjara-Pratihara se convirtió en la mayor potencia en el norte de la India después de ocupar Kannauj.

### Época medieval
El sultán Mahmud de Ghazni capturó la ciudad de Kanauj en 1018. Chandradeva fundó la dinastía Gahadvala con su capital en Kanauj alrededor de 1090. Su nieto Govindachandra «elevó a Kanauj a una gloria sin precedentes». Muhammad Ghori avanzó contra la ciudad, y en la batalla de Chandwar de 1193, mató a Jayachandra. Alberuni se ha referido a "Kanoj" como el punto geográfico clave para explicar las distancias en marcha hacia otras ciudades indias (Indica, Vol. 1, de la p. 199 en adelante, traducido al inglés por Edward C. Sachau, Londres 1910). La «gloria de Imperial Kanauj» terminó a principios del siglo XIII con su conquista por Iltutmish.: 21, 32–33 
Sher Shah Suri derrotó al emperador mogol Humayun en la batalla de Kannauj el 17 de mayo de 1540.

### Periodo colonial
Durante el gobierno inglés temprano en la India, la ciudad fue conocida por ellos como Cannodge .

## Geografía
Kannauj se encuentra en 27°04′N 79°55′E / 27.07, 79.92. Tiene una elevación media de 139 m.

## Demografía
Según el censo de 2001 de India, Kannauj tenía una población de 71,530 habitantes. Los varones constituyen el 53% de la población y las mujeres el 47%. Kannauj tiene una tasa de alfabetización promedio del 58%, inferior al promedio nacional del 59.5%; la alfabetización masculina es del 64% y la alfabetización femenina es del 52%. En Kannauj, el 15% de la población es menor de 6 años.

## Universidades
- Universidad de Medicina (Government Medical College, Kannauj) es una universidad médica del gobierno, ubicada en Tirwa, afiliada a la King George's Medical University, Lucknow.
- Universidad de Ingeniería (Government Engineering College, Kannauj) es una universidad de ingeniería del gobierno ubicada en Aher, Tirwa, constituyente del Dr. A.P.J. Abdul Kalam Technical University (anteriormente Uttar Pradesh Technical University) en Lucknow.

## Transporte
La ciudad es servida por dos estaciones principales de ferrocarril, Kannauj, y Kannauj City. El aeropuerto más cercano es el aeropuerto de Kanpur, situado a unas 2 horas en coche de la ciudad. 